# 한국전력거래소
한국전력거래소(韓國電力去來所, Korea Power Exchange)는 대한민국의 전력 시장과 전력 계통 운영을 전담하고 있는 기관으로서 전력 시장의 공정하고 투명한 운영과 전력 계통의 안정적이고 효율적인 운영을 위해 2001년에 한국전력공사의 발전 부문을 경쟁 구조로 분할하면서 설립되었다. 전기사업법에 설립 근거를 두고 비영리 특수 법인 형태로 출범하였으며 산업통상자원부 산하 위탁집행형 준정부기관이다. 전라남도 나주시 빛가람로 625 (빛가람동)에 위치하고 있다. 한국전력공사의 자회사로 인식되는 문제를 방지하기 위해 일반 명칭을 전력거래소로 일원화했다.

## 설립 근거
- 전기사업법[4]

## 경영 목표
- 미션: 공정한 전력시장 운영과 안정적인 전력계통 운영
- 비전: 친환경 미래를 선도하는 전력 비즈니스 융합 플랫폼

## 주요 기능 및 역할
- 전력시장 및 소규모전력중개시장의 개설·운영
- 전력거래에 관한 업무 수행
- 회원의 자격 심사에 관한 업무 수행
- 전력거래대금 및 전력거래에 따른 비용의 청구·정산 및 지불
- 전력거래량의 계량
- 전기사업법 제43조에 따른 전력시장운영규칙 및 제43조제2항에 따른 중개시장운영규칙 등 관련 규칙의 제정·개정에 관한 업무
- 전력계통의 운영
- 전기사업법 제18조제2항에 따른 전기품질의 측정·기록·보존에 관한 업무

## 연혁
- 2001년 3월 창립총회
- 2001년 4월 2일 설립[5]
- 2004년 3월 제주지사 신사옥 준공
- 2007년 6월 천안지사 신사옥 준공
- 2014년 10월 6일 본사 나주 이전 (개청식 12월 2일)[6]

## 조직[7]
| - 감사실 - 시장감시실 | - 기획처 - 전략기획팀 - 성과혁신팀 - 예산총괄팀 - 대외협력팀 - 경영지원처 - 경영혁신팀 - 인사노무팀 - 계약회계팀 - 안전보안처 - 안전총괄팀 - 정보보안실 - 사옥관리건설팀 - KPX교육연구원 | - 에너지계획처 - 에너지계획팀 - 수요전망팀 - 에너지기술팀 - 시장혁신처 - 선도시장팀 - 실시간시장팀 - 수소시장팀 - 계통혁신처 - 계통계획팀 - 계통개발팀 - 신재생혁신팀 | - 시장운영처 - 시장운영팀 - 시장정산팀 - 계약시장팀 - 시장고객총괄팀 - 전력신사업처 - 수요자원시장팀 - 전력신사업팀 - 신재생시장팀 - 스마트그리드실 - SG기획사업팀 | - 계통운영처 - 수급계획팀 - 계통기술팀 - 계통보호팀 - 정보기술처 - 디지털혁신팀 - 계통시스템팀 - 시장시스템팀 - ICT운영팀 - 차기IT추진실 - 중앙전력관제센터 - 수급운영팀 - 송전운영팀 - 수요예측팀 - 중앙관제부(1~6부) - 제주본부 - 기획실(팀) - 운영실(팀) - 경인지사 |

## 참고 자료
- 한국전력거래소 - 알리오(공공기관 경영정보 공개시스템)